# Phonak Hearing Systems

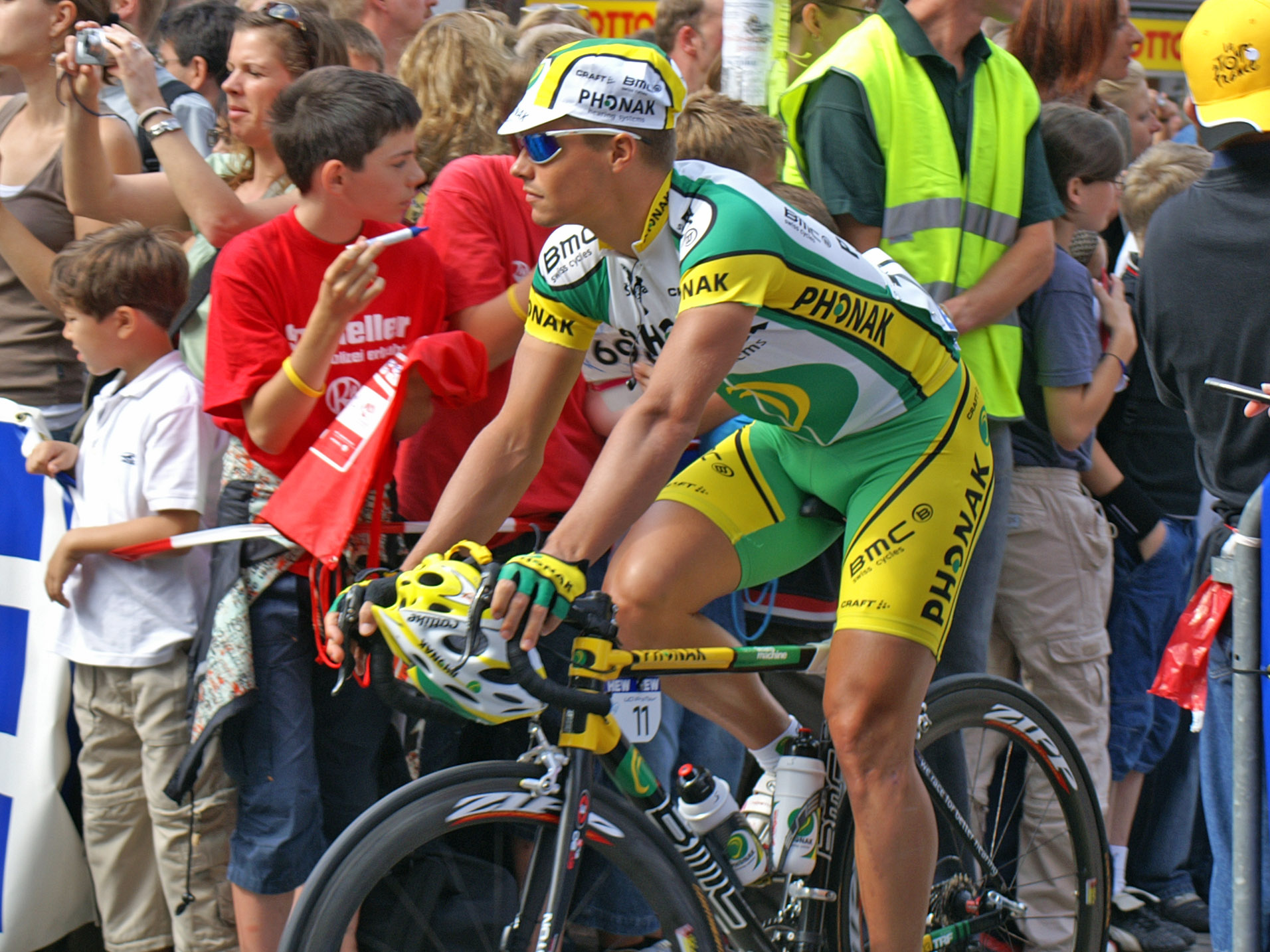
Aurélien Clerc con el maillot del equipo.

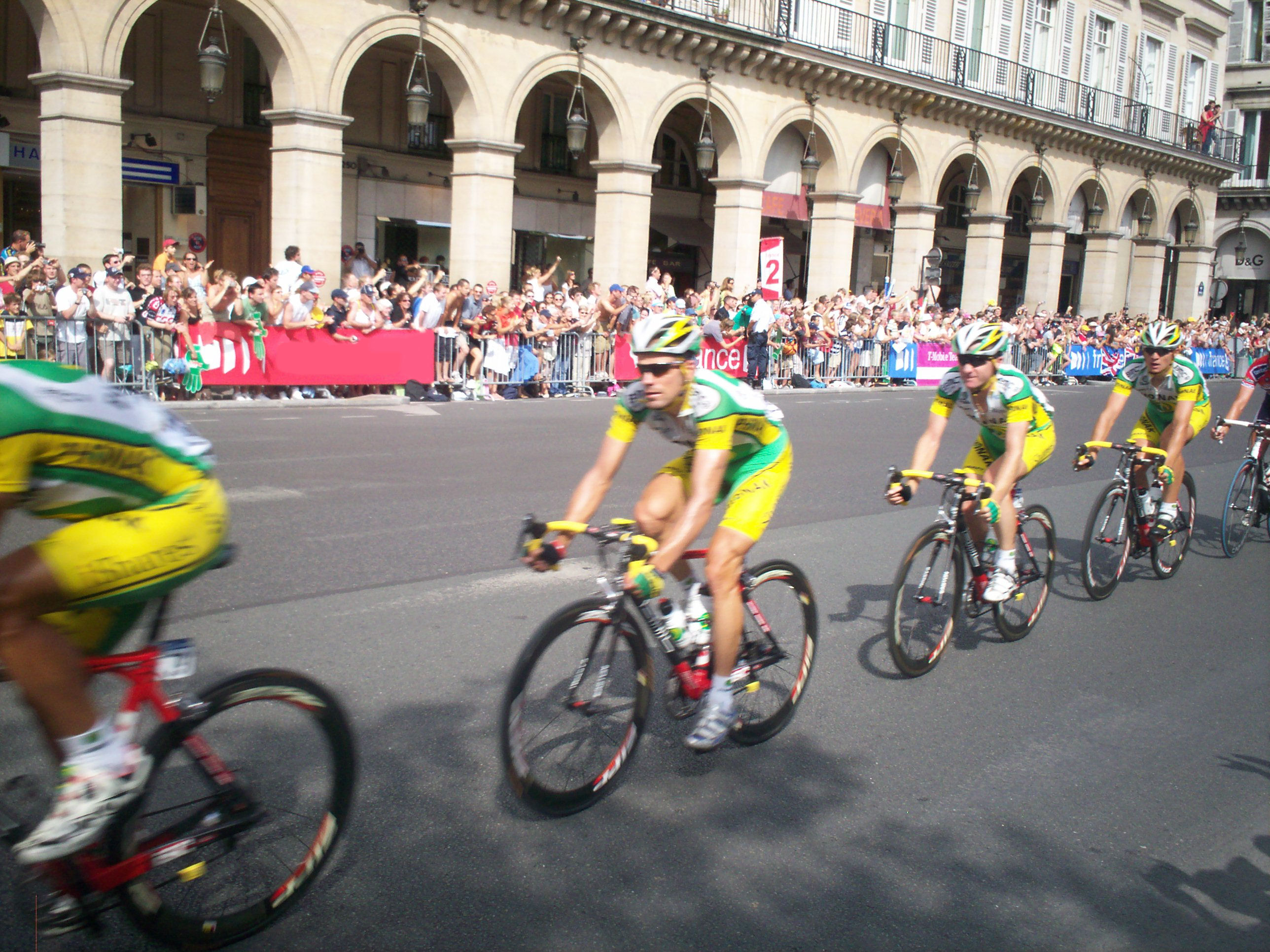
El equipo Phonak en París en la etapa final del Tour de Francia 2006.

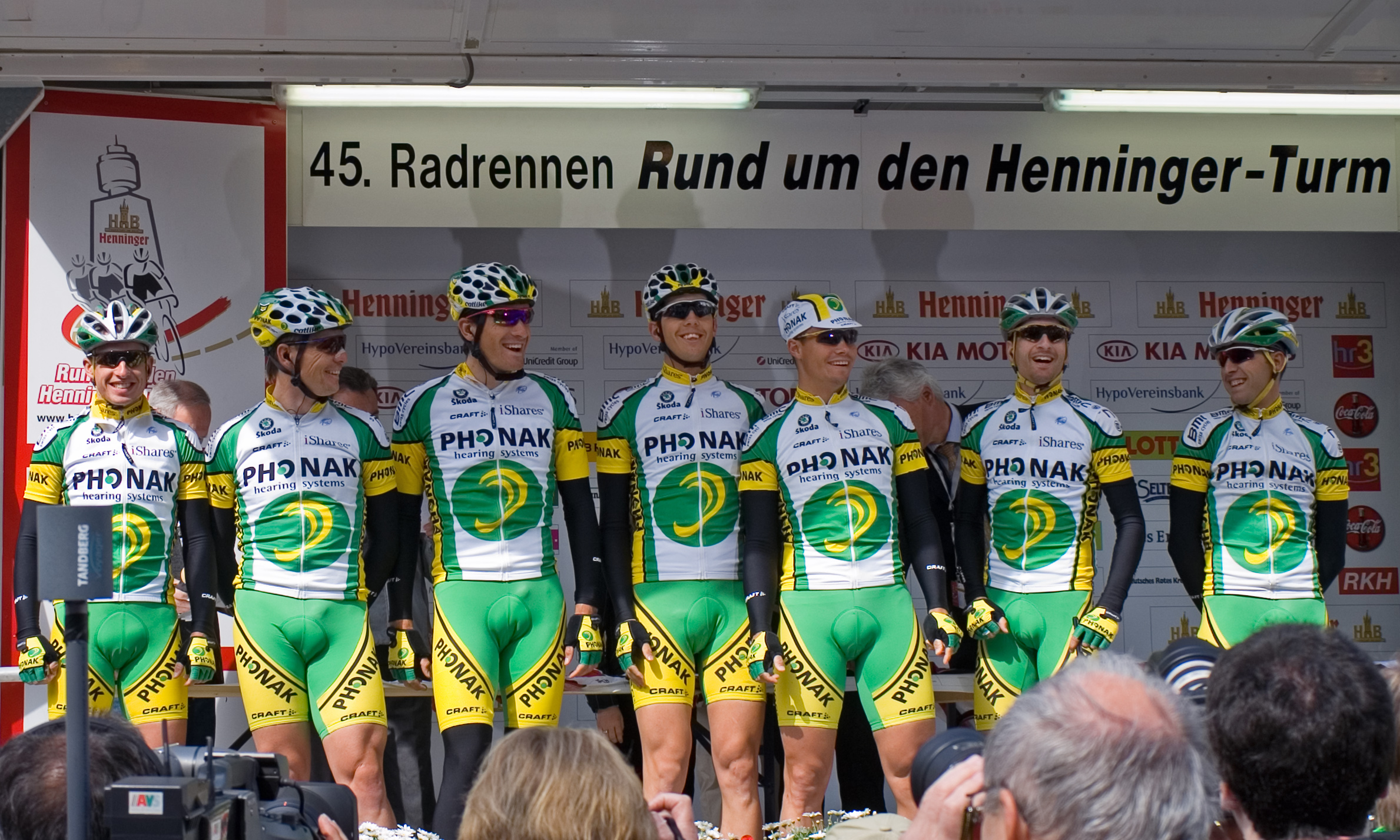
El equipo Phonak

Phonak Hearing Systems (conocido simplemente como Phonak) fue un equipo ciclista profesional de Suiza. Participó en el UCI ProTour y tomó parte también en algunas carreras de los Circuitos Continentales. Su patrocinador principal era la empresa Phonak Hearing Systems. Por sus filas pasaron ciclistas como Óscar Pereiro, Tyler Hamilton, Floyd Landis, Santi Pérez, Santiago Botero o Víctor Hugo Peña.
El equipo tenía como director al español Álvaro Pino.

## Historia
El equipo se fundó en 2000. Phonak fue rechazado para participar en el UCI ProTour bajo la decisión de la UCI, pero el tribunal arbitral de deporte ordenó que el equipo suizo participara.

### Escándalos de dopaje
El equipo sufrió numerosos escándalos de dopaje, que a la postre ocasionaron el abandono del patrocinador principal y la desaparición del equipo. En 2004, Tyler Hamilton (jefe de filas en el Tour de Francia) dio positivo por transfusión sanguínea y Santi Pérez (quien había tenido una destacada actuación en la Vuelta a España) dio también positivo. Estos casos de dopaje pusieron en riesgo la continuidad del patrocinador principal, que no obstante decidió seguir. Sin embargo, el positivo por testosterona exógena de Floyd Landis en el Tour de Francia 2006 (tras haber subido al podio final en los Campos Elíseos de París como ganador de la general) originó la desaparición del equipo.

## Corredor mejor clasificado en las Grandes Vueltas
| Año  | Giro de Italia             | Tour de Francia    | Vuelta a España      |
| ---- | -------------------------- | ------------------ | -------------------- |
| 2000 | -                          | -                  | -                    |
| 2001 | -                          | -                  | -                    |
| 2002 | 11.º Óscar Pereiro         | -                  | 30.º Óscar Pereiro   |
| 2003 | -                          | -                  | 17.º Óscar Pereiro   |
| 2004 | 9.º Tadej Valjavec         | 10.º Óscar Pereiro | 2.º Santi Pérez      |
| 2005 | 15.º Tadej Valjavec        | 9.º Floyd Landis   | 25.º Óscar Pereiro   |
| 2006 | 2.º José Enrique Gutiérrez | 29.º Axel Merckx   | 73.º Florian Stalder |

## Palmarés destacado

### Grandes Vueltas
- Tour de Francia
  - 2005: 1 etapa Óscar Pereiro
- Giro de Italia
  - 2002: 1 etapa Juan Carlos Domínguez
- Vuelta a España
  - 2004: 3 etapas Santi Pérez

### Otras carreras
- Tour de Romandía: 2004 (Tyler Hamilton)
- París-Niza: 2006 (Floyd Landis)

## Principales corredores
Para años anteriores, véase Plantillas del Phonak
| - Daniele Bennati (2004) - Santiago Botero (2005-2006) - Oscar Camenzind (2002-2004) - Cyril Dessel (2003-2004) - Juan Carlos Domínguez (2002-2003) - Martin Elmiger (2002-2006) - Santos González (2004-2005) - José Enrique Gutiérrez (2004-2006) - Tyler Hamilton (2004) - Robert Hunter (2005-2006) - Floyd Landis (2005-2006) | - Jean Nuttli (2001) - Miguel Ángel Martín Perdiguero (2005-2006) - Axel Merckx (2006) - Alexandre Moos (2001-2006) - Víctor Hugo Peña (2005-2006) - Óscar Pereiro (2001-2005) - Santi Pérez (2003-2004) - Óscar Sevilla (2004) - Tadej Valjavec (2004-2005) - Alex Zülle (2003-2004) |

## Clasificaciones UCI
| Año  | Pos.        | Mejor ciclista individual |
| ---- | ----------- | ------------------------- |
| 2000 | 19.º (GSII) | Matthias Buxhofer (250.º) |
| 2001 | 16.º (GSII) | Bert Grabsch (199.º)      |
| 2002 | 20.º        | Oscar Camenzind (51.º)    |
| 2003 | 17.º        | Óscar Pereiro (63.º)      |
| 2004 | 8.º         | Tyler Hamilton (21.º)     |

En 2005, con la aparición del UCI ProTour, fue incluida entre los veinte equipos que formaban parte del circuito. La tabla muestra la posición final del equipo en el circuito, así como la posición de su mejor corredor individual.
| Año  | Pos. | Mejor ciclista individual     |
| ---- | ---- | ----------------------------- |
| 2005 | 2.º  | Santiago Botero (19.º)        |
| 2006 | 7.º  | José Enrique Gutiérrez (35.º) |